# Uttarakhand
Uttarakhand, còn được gọi là Uttaranchal, là một bang miền Bắc Ấn Độ. Uttarakhand được biết đến với phong cảnh xinh đẹp tại Himalaya, Bhabhar và Terai. Ngày 9 tháng 11 năm 2000, Uttarakhand trở thành bang thứ 27 của Cộng hòa Ấn Độ, được tạo nên từ vùng Himalaya và những huyện mạn tây bắc lân cận của Uttar Pradesh. Nó giáp với khu tự trị Tây Tạng của Trung Quốc về phía bắc; khu Mahakali của vùng Viễn Tây, tỉnh Sudurpashchim của Nepal về phía nam; bang Uttar Pradesh về phía nam, Himachal Pradesh về phía tây và tây bắc cũng như Haryana ở góc tây nam. Bang gồm 13 huyện. Thủ phủ tạm thời của Uttarakhand là Dehradun, đồng thời là thành phố lớn nhất. Tòa Thượng thẩm đặt tại Nainital.
Chứng cứ khảo cổ học cho thấy sự cư ngụ của con người từ thời tiền sử tại Uttarakhand. Uttarakhand từng là một phần của các vương quốc Kuru và Panchal (mahajanapada) trong thời kỳ Vệ-đà của Ấn Độ cổ đại. Một trong các triều đại lớn đầu tiên của Kumaon là Kuninda vào thế kỷ 2 TCN, với tín ngưỡng là một dạng cổ của phái Shaiva. Phật giáo cũng hiện diện từ sớm tại đây. Vào thời Trung Cổ, vùng này được kiểm soát bởi vương quốc Kumaon và vương quốc Garhwal. Năm 1816, đa phần Uttarakhand được nhượng cho người Anh theo hiệp ước Sugauli.
Theo thống kê dân số năm của Ấn Độ, Uttarakhand có dân số 10.086.292, khiến nó trở thành bang có dân số lớn thứ 19.